# Cristián Arán
Cristián Roberto Arán (Casilda, Provincia de Santa Fe, Argentina, 4 de julio de 1971) es un entrenador de fútbol argentino. Actualmente dirige al Real Tomayapo de la Primera División de Bolivia.

## Trayectoria
Oriundo de Casilda, Provincia de Santa Fe, se inició en 1992 como director técnico del equipo amateur Unión Casildense. En 1995, comenzó a trabajar junto al exentrenador de la selección nacional chilena, Jorge Sampaoli en los clubes Alumni de Casilda, Renato Cesarini y Argentino de Rosario. Posteriormente, se desempeñó como director técnico del equipo Belgrano de Arequito, en la Liga Casildense. En el año 2001 trabajó en el club Central Córdoba de Rosario.
En agosto de 2008, llega a O'Higgins integrando el cuerpo técnico de Jorge Sampaoli a cargo de la serie juvenil y del grupo sparring. En 2009 y 2011, la serie que conducía, obtuvo el título de Copa Chile en Fútbol Joven, logrando un inédito bicampeonato.
En agosto de 2011, se hizo cargo del primer equipo de forma interina de la banca celeste luego de la salida de Ivo Basay. Un año más tarde, recibió una oferta para convertirse en el entrenador de la selección nacional Sub-20 tras la renuncia de Fernando Carvallo, la cual declinó.
En agosto de 2012 comenzó a trabajar en la oficina técnica de O'Higgins F.C., cargo que desempeñó hasta asumir en el primer equipo. Fue en diciembre de 2015 cuando asume la dirección técnica del primer equipo de O'Higgins y en su primera campaña lucha hasta la última fecha el título del torneo de clausura 2015-2016. De todas maneras clasifica a la postemporada logrando clasificar a los celestes a Copa Sudamericana 2016, luego de vencer a Deportes Iquique y a Santiago Wanderers. 
El 31 de julio de 2017, presenta su renuncia a la banca de O'Higgins, después de trabajar durante 9 años en el club.
El 1 de agosto de 2018 es oficializado en Rangers, llegando en reemplazo de Leonardo Zamora. En un inicio obtiene resultados regulares, pero no alcanzándole para la clasificación a la liguilla por el ascenso, quedando a un solo triunfo. El club lo ratifica para la temporada 2019. En el campeonato 2019 obtiene resultados irregulares, con solo tres triunfos en doce partidos, lo que determina su salida de comunidades acuerdo el día 12 de mayo.
En septiembre de 2021 es anunciado como el nuevo entrenador de Deportes Melipilla de la Primera División chilena, con vistas a la segunda rueda del torneo 2021 en reemplazo de John Armijo. en cancha, consigue salvarlo del descenso con una racha de 4 triunfos consecutivos, pero luego del descenso administrativo del conjunto melipillano, en diciembre de 2021 es oficializado como nuevo entrenador de Deportes Temuco de la Primera B. En mayo de 2022 es despedido de la banca albiverde, luego de una derrota 2-1 ante Deportes Recoleta.
El 16 de abril de 2023 es oficializado como ayudante técnico de Jorge Sampaoli en el cuerpo técnico de Flamengo. En enero de 2024 es anunciado como el nuevo entrenador de Real Tomayapo de la Primera División de Bolivia. Logra clasificar a la fase de grupos de la Copa Sudamericana 2024 ,eliminando a Wilstermann, y en su primer partido internacional fuera de Bolivia consigue un empate histórico 0-0 con Inter en Porto Alegre. A mitad de temporada renuncia, por deudas de la dirigencia con el plantel.

## Clubes como entrenador
- Datos actualizados al último partido dirigido el 24 de abril de 2024.

| Club                 | País                 | Año                  | PJ  | PG | PE | PP | EF%    |
| -------------------- | -------------------- | -------------------- | --- | -- | -- | -- | ------ |
| O'Higgins            | Chile                | 2016-2017            | 45  | 21 | 13 | 11 | 56.3%  |
| Rangers              | Chile                | 2018-2019            | 23  | 8  | 7  | 8  | 44.93% |
| Deportes Melipilla   | Chile                | 2021                 | 12  | 5  | 3  | 4  | 50%    |
| Deportes Temuco      | Chile                | 2022                 | 14  | 5  | 4  | 5  | 45.24% |
| Real Tomayapo        | Bolivia              | 2024-                | 16  | 6  | 4  | 6  | 45.83% |
| Total en sus equipos | Total en sus equipos | Total en sus equipos | 110 | 45 | 33 | 33 | 50.91% |

## Palmarés

### Campeonatos nacionales
| Título                  | Club      | País  | Año  |
| ----------------------- | --------- | ----- | ---- |
| Copa Chile Fútbol Joven | O'Higgins | Chile | 2009 |
| Copa Chile Fútbol Joven | O'Higgins | Chile | 2011 |